# 닝 바이주라
닝 바이주라(말레이어: Ning Baizura)는 말레이시아의 가수, 배우이다. 주로 닝으로 알려져 있으며, 말레이어, 영어, 중국어(만다린/광둥), 일본어, 프랑스어, 이탈리아어로 녹음했다. 1993년 <Dekat Padamu>로 데뷔했으며, 총 15개의 앨범을 냈다.

## 앨범
- <Dekat Padamu> (1993)
- <Ning> (1994)
- <Teguh> (1995)
- <Ke Sayup Bintang> (1997)
- <Kekal> (2013)